# ベスト・オブ・ゲイリー・ムーア〜バラッズ・アンド・ブルーズ〜
『ベスト・オブ・ゲイリー・ムーア〜バラッズ・アンド・ブルーズ〜』（原題：Ballads & Blues 1982 - 1994）は、北アイルランドのギタリスト、ゲイリー・ムーアが1994年に発表したベスト・アルバム。

## 背景
ヴァージン・レコード所属期にリリースされたアルバムから、バラード・ナンバーを選曲したアルバムである。ただし「ワン・デイ」、「ウィズ・ラヴ（リメンバー）」、「ブルーズ・フォー・ナラダ」は本作が初出の未発表曲である。

## 反響・評価
全英アルバムチャートでは8週トップ100入りし、最高33位を記録した。ノルウェーのアルバム・チャートでは合計18週トップ40入り（うち3週はトップ10入り）し、最高6位を記録するヒットとなった。
Eduardo Rivadaviaはオールミュージックにおいて5点満点中2点を付け「多くの曲は強力だが、レコード会社の役員のような連中ぐらいしか存在意義を見出せない、不幸な結婚のようなレコード」と評している。

## 収録曲
特記なき楽曲はゲイリー・ムーア作。13.はインストゥルメンタル。
1. オールウェイズ・ゴナ・ラヴ・ユー - "Always Gonna Love You" – 3:54
  - アルバム『コリドーズ・オブ・パワー』（1982年）より。
2. スティル・ゴット・ザ・ブルーズ - "Still Got the Blues (For You)" – 4:10
  - アルバム『スティル・ゴット・ザ・ブルーズ』（1990年）収録曲のシングル・ヴァージョン。
3. エンプティ・ルームズ - "Empty Rooms" (Gary Moore, Neil Carter) – 4:15
  - アルバム『ラン・フォー・カヴァー』（1985年）収録曲のシングル・ヴァージョン。
4. パリの散歩道（ライヴ） - "Parisienne Walkways" (G. Moore, Phil Lynott) – 6:47
  - ライブ・アルバム『ブルース・アライヴ』（1992年録音・1993年発表）より。
5. ワン・デイ - "One Day" – 4:00
  - 未発表曲。
6. セパレイト・ウェイズ - "Separate Ways" – 4:54
  - アルバム『アフター・アワーズ』（1992年）より。
7. ストーリー・オブ・ザ・ブルーズ - "Story of the Blues" – 6:39
  - アルバム『アフター・アワーズ』より。
8. クライング・イン・ザ・シャドウズ - "Crying in the Shadows" – 5:00
  - シングル「オーヴァー・ザ・ヒルズ・アンド・ファー・アウェイ〜望郷の果て」（1986年）のB面曲。
9. ウィズ・ラヴ（リメンバー） - "With Love (Remember)" – 7:05
  - 未発表曲。
10. ミッドナイト・ブルーズ - "Midnight Blues" – 4:58
  - アルバム『スティル・ゴット・ザ・ブルーズ』より。
11. フォーリング・イン・ラヴ・ウィズ・ユー - "Falling in Love with You" – 4:05
  - アルバム『コリドーズ・オブ・パワー』収録曲のシングル・ヴァージョン。
12. ジャンピン・アット・シャドウズ - "Jumpin' at Shadows" (Duster Bennett) – 4:21
  - アルバム『アフター・アワーズ』より。
13. ブルーズ・フォー・ナラダ - "Blues for Narada" – 7:40
  - 未発表曲。
14. ジョニー・ボーイ - "Johnny Boy" – 3:11
  - アルバム『ワイルド・フロンティア』（1987年）より。